# Dworzec Gdański (stanice metra ve Varšavě)
Dworzec Gdański (česky Gdaňské nádraží) je stanice varšavského metra na lince M1. Kód stanice je A-17. Otevřena byla 23. prosince 2003. Ze stanice je možnost přestupu na autobus a tramvaj a vlak. Leží v městské části Śródmieście.